# Політичні партії в Ємені
Ємен — це одна домінуюча , в якому загальний народний Конгрес (ВНК) тримає владу. Опозиційні партії можна і вибори проводяться регулярно.

## Правовий статус
Політичні права єменських партій - мандати політичних партій є життєздатною національної організації у складі не менше 75 засновників і 2500 членів і не обмежувати членство в конкретному регіоні. Уряд надає фінансову підтримку політичним партіям, у тому числі стипендію для газетної публікації.

## Державний устрій
Єменська Республіка була утворена 22 травня 1990 в результаті об'єднання Північного і Південного Ємену (ЄАР і НДРЄ). Главою держави є президент, який обирається загальним голосуванням строком на 5 років. Президент призначає Рада міністрів (Меджліс ан-нувваб) на чолі з прем'єр-міністром. Вищий законодавчий орган - Консультативна рада (аль-Меджліс аш-шура) складається з 301 члена, обраного загальним голосуванням. Провідним (але не єдиним) джерелом законодавства є звід ісламських релігійних законів (шаріат). 
На чолі нової держави спочатку стояв Президентська рада, що складалася з 5 членів. Його головою став колишній президент ЄАР Алі Абдалла Салех, який був обраний президентом в 1993 і переобраний у 1997. 
До 1962 Північний Ємен був абсолютною теократичною монархією на чолі з імамом з шиїтської громади зейдитів, одночасно духовним лідером єменців-мусульман і світським главою держави. Кілька єменських реформаторських рухів діяли в основному у вигнанні, причому до їх складу входили не тільки представники сунітів шафіїтського спрямування, а й привілейовані зейдитів. У 1962 реформатори в ході антимонархічній революції скасували монархію і проголосили Єменської Арабської Республіки (ЄАР). Громадянська війна між ними і прихильниками монархії тривала до квітня 1970, коли республіканська влада надали колишнім монархістам декілька місць в уряді. Дія конституції, прийнятої в 1970, було припинено після військового перевороту в 1974. Після вбивства двох єменських лідерів, Ібрахіма аль-Хамді та Ахмада аль-Гашімі, в 1977 і 1978 новий президент ЄАР підполковник Алі Абдалла Салех оголосив про майбутнє скликання Загального народного конгресу (ВНК). Однак перші вибори до Консультативної ради були проведені тільки в 1988, на цей момент всі політичні партії були заборонені, а серед кандидатів не було жодного противника режиму Салеха. Тим не менш Салех користувався широкою підтримкою населення, а ВНК трансформувався в свого роду політичну організацію. 
У 1967 була проголошена незалежна Народна Республіка Південного Ємену (НРЮЙ), до складу якої увійшли британська колонія Аден і більше 20 невеликих князівств, що знаходилися під британським протекторатом. У 1970 це держава отримала назву Народної Демократичної Республіки Ємен (НДРЄ). У 1978, після кровопролитного перевороту під керівництвом Абдель Фаттаха Ісмаїла, була створена Єменська соціалістична партія (ЙСП) і встановлені тісніідеологічні і військові зв'язки з СРСР. На початку 1986 в НДРЄ почалася громадянська війна, викликана особистими амбіціями лідерів, клановими протиріччями в їхньому середовищі, а також суперечками між прихильниками жорсткої лінії на чолі з Ісмаїлом і більш прагматичним Алі Насером Мухаммедом, що змінив Ісмаїла на посту глави держави в 1980. Після закінчення війни фактичним лідером нової правлячої верхівки і новим генеральнимсекретарем ЦК ЙСП став Алі Салем аль-Бейда. До 1990 марксистсько-ленінська ідеологія була остаточно відкинута, що зробило можливим об'єднання з ЄАР. 
Збройні сили Ємену в 1997 налічували 66,3 тис. осіб, в т.ч. 61 тис. військовослужбовців в армії, 1800 в військово-морському флоті і 3500 у військово-повітряних силах. Є також напіввійськові формування, які нараховують 80 тис. осіб. До об'єднання б  більша частина озброєнь НДРЄ надходила з СРСР. Сьогодні зброю купують у Франції і США. 
Зовнішня політика. НДРЄ підтримувала тісні відносини з СРСР, особливо зміцнилися після 1978. У період правління Алі Насера Мухаммеда були відновлені дипломатичні відносини з Саудівською Аравією (1983). Нормалізація відносин з Іраком, Оманом, Єгиптом, а потім і західними країнами відбулася тільки після громадянської війни 1986. Із завершенням «холодної війни» СРСР перестав грати скільки-небудь значну роль у справах НДРЄ. У жовтні 1987 між НДРЄ і Оманом стався прикордонний конфлікт, який було повністю врегульовано лише в травні 1997, після виведення оманських військ і згоди обох сторін на демаркацію кордону за участю представників міжнародних організацій. У 1990 були відновлені дипломатичні відносини з США, розірвані в 1970. ЄАР, будучи неприєднаних держав, уклала в 1964 Договір про дружбу з СРСР і продовжила його в 1984. Вона також підтримувала дружні відносини і з країнами Заходу. У 1989 ЄАР, разом з Іраком, Єгиптом і Йорданією, увійшла до Ради арабського співробітництва. Як і інші арабські країни, ЄАР підтримала Ірак у війні з Іраном в 1980-1988. 
У листопаді 1987 ЄАР відновила дипломатичні відносини з Єгиптом, її приклад у лютому 1988 послідувала НДРЄ; ці відносини були перервані в 1979 після підписання Кемп-Девідської угоди між Ізраїлем і Єгиптом. 
До 1990 відносини між ЄАР і Саудівською Аравією залишалися натягнутими: Ємен звинуватив саудівців у спробах перешкодити об'єднанню Півночі і Півдня, підтримуючи опозиційні уряду племінні об'єднання. Уряд Ємену засудив вторгнення Іраку в Кувейт (1990), але виступило проти застосування військової сили і не схвалив економічних санкцій проти Іраку. У відповідь Саудівська Аравія вислала зі своєї території єменських робітників, а США майже припинили допомогу Ємену. 
Після об'єднання відносини між Єменом і Саудівською Аравією загострилися через суперечки про саудівсько-єменської кордоні. У липні 1996 країни підписали двосторонню угоду про безпеку. Однак після підписання угоди відносини між ними знову загострилися. 
У листопаді 1995 еритрейські збройні формування захопили о.Ель-Ханіш-ель-Кабір у Червоному морі. Після провалу посередницької місії Єгипту й Ефіопії роль посередника взяла на себе Франція, яка оголосила в травні 1996, що Ємен і еритрейські сепаратисти допускають можливе врегулювання їх територіального спору в міжнародному суді. 
Президент Ємену Алі Абдалла Салех зробив зусилля з розширення міжнародних зв'язків країни, в т.ч. з Європейським Союзом та Великою Британією. У лютому 1998 він відвідав Китай, з яким уклав угоду про економічне та технічне співробітництво. Ємен займає в Лізі арабських держав місце, яке раніше належало ЄАР, і є членом ООН. 

## Вибори 2003-2006
ВНК захопили 238 з 301 місця у парламенті напередодні виборів 2003 року. У вересні 2006 року вибори в місцеві та губернські ради, ВНК отримала 315 місць у провінціях (74 відсотка голосів виборців) і 5,078 місцевої Ради засідання(74 відсотка голосів виборців). У вересні 2006 року президентських виборах, СПМ підтримав опозиційного кандидата Фейсала бін Шамлан, чий успіх у отримавши 22% голосів виборців розглядалася в той час як перший крок у складній політичній оплот Президента Салеха і ВНК. тим не менш, спори між ВНК і СПМ у 2007 році за закон Про вибори поправки, поряд з СГП, проти президента Салеха запропонував демократичних реформ, зупинити початкові спроби налагодити діалог між двома сторонами.

## Список учасників
- Загальний народний Конгрес - основним завданням якого був пошук арабської єдності;
- Аль-Іслах
- Єменської Соціалістичної Партії, яка сповідувала комуністичну ідеологію;
- Організація визволення Юніоністської людей
- Арабська Соціалістична партія "Баас" – Ємен області
- Національної арабської Соціалістичної партії Баас – Ємен області
- Організація Визволення Реформи
- Демократична Партія Звільнення
- Хізб ут-Тахрір
- партія Аль-Хакко
- Федерація народних сил Ємену
- Збори Ємену Унионист
- Єменський Зелений Соціалістичної Партії
- Популярні Юніоністської Партії Звільнення
- Націонал-Соціалістична Партія

## Список коаліцій
- Національна рада сил мирної революції була проголошена 17 серпня 2011 року, на тлі Єменської революції, до об'єднання опозиційних груп, партій, коаліцій та молоді протестувальників. Серед 143 представників, обраних на  кілька лідерів "Аль-Іслах", Південний Ємен руху, в Союзі Єменських племен, і перебігли першої бронетанкової дивізії.[2][3]
  - Спільна нарада сторін (СПМ) була створена в 2005 році п'ять опозиційних партій для здійснення політичних та економічних реформ.[1] Це включає Півночі, племінні і происламистский Ємену конгрегації реформи (Ісла) і світської Єменської Соціалістичної партії (серії ysp), який являє собою залишки колишніх південноєменських керівників.[1] За даними "Аль-Джазіри" англійською, вона була сформована в 2002 році і включає Ісла, Єменської Соціалістичної партії (серії ysp), Хізб Аль-Хак (напів-релігійна партія), Юніоністської партії і народних сил Союзу партії.[4] прес-секретар станом на 23 березня 2011 року, Мухаммад Qahtan, який замінив Мохаммед Аль-Сабрі.[5]
  - Загальний форум входить в п'ятірку найбільших опозиційних угруповань в Ємені, в тому числі реформи, Соціалістична, звільнення, народну силу і "Аль-Хак".[6][7] (ймовірно, просто інша назва для СГП.)

## Реформи у Ємені
Чинний єменський президент А. М. Хаді 10 лютого поточного року підписав указ про зміни в державному устрої і адміністративно-територіальному розподілі, відповідно до якого Ємен буде федеральною республікою, яка складається з шести провінцій — чотирьох північних і двох південних.Усі необхідні для цього зміни будуть закріплені в конституції республіки, проект якої вже активно обговорюють учасники національного діалогу.
Проти нового устрою Ємену виступила впливова конфедерація племен Хашед на півночі країни і сепаратисти — на півдні Ємену, де вже 21 лютого прокотилася хвиля протесту. Учасники виступів вимагали відновити незалежність Південного Ємену і заявляли про своє неприйняття нового адміністративно-територіального розподілу країни. Під час зіткнення з поліцією десятки протестуючих отримали поранення, одна людина загинула. У єменських справах помітна участь Ірану. Як передбачається, він підтримує північних хусситів і південних сепаратистів, оскільки йому, ймовірно, вигідний (на противагу американцям) розвал Ємену. Сам Іран категорично відкидає подібного роду звинувачення. Проте, співпраця з незалежним Південним Єменом, у разі відновлення його державності, значно б посилила позиції Тегерана в Аденській затоці і Червоному морі, де, як відомо, пролягають найважливіші міжнародні морські комунікації.
Західні аналітики вважають, що в перспективі це може зміцнити спрямовану проти Ізраїлю ірансько-суданську військову співпрацю і стимулювати постачання палестинцям в секторі Газа іранської зброї сухопутним маршрутом, який бере початок на території Судану.
Таким чином ситуація в Ємені, залишаючись украй напруженою, привертає до себе пильну увагу світової спільноти, яка сприймає сьогодні цю країну не інакше, як базою міжнародного тероризму.